# Nadym
Nadym è una cittadina della Siberia centro-settentrionale, situata nel Circondario Autonomo della Jamalia, porto fluviale sul fiume omonimo, 563 km a sudest del capoluogo Salechard e 1.225 km a nord di Tjumen'; è il capoluogo amministrativo del distretto omonimo.

## Storia
La cittadina risale al 1967, fondata come base operativa per l'estrazione del gas naturale; al 1972 risale la concessione dello status di città.

## Società

### Evoluzione demografica
| 1959 | 1970 | 1979   | 1989   | 1996   | 2002   | 2007   | 2023   |
| ---- | ---- | ------ | ------ | ------ | ------ | ------ | ------ |
| 300  | 900  | 26 100 | 52 586 | 47 800 | 45 943 | 48 500 | 45 229 |

## Economia
Al giorno d'oggi, la base economica della città non è cambiata, essendo ancora dominata dall'attività di estrazione del gas naturale.

## Trasporto

### Aereo
Nadym dispone di un aeroporto civile a circa 5 km da città. Le compagnie aeree russe Jamal Airlines, Gazpromavia, S7 Airlines operano i voli di linea diretti da Nadym per gli aeroporti moscoviti Domodedovo, Vnukovo e per gli aeroporti russi di Tjumen'-Roščino, Salechard, Surgut, Sovetskij.

## Galleria d'immagini

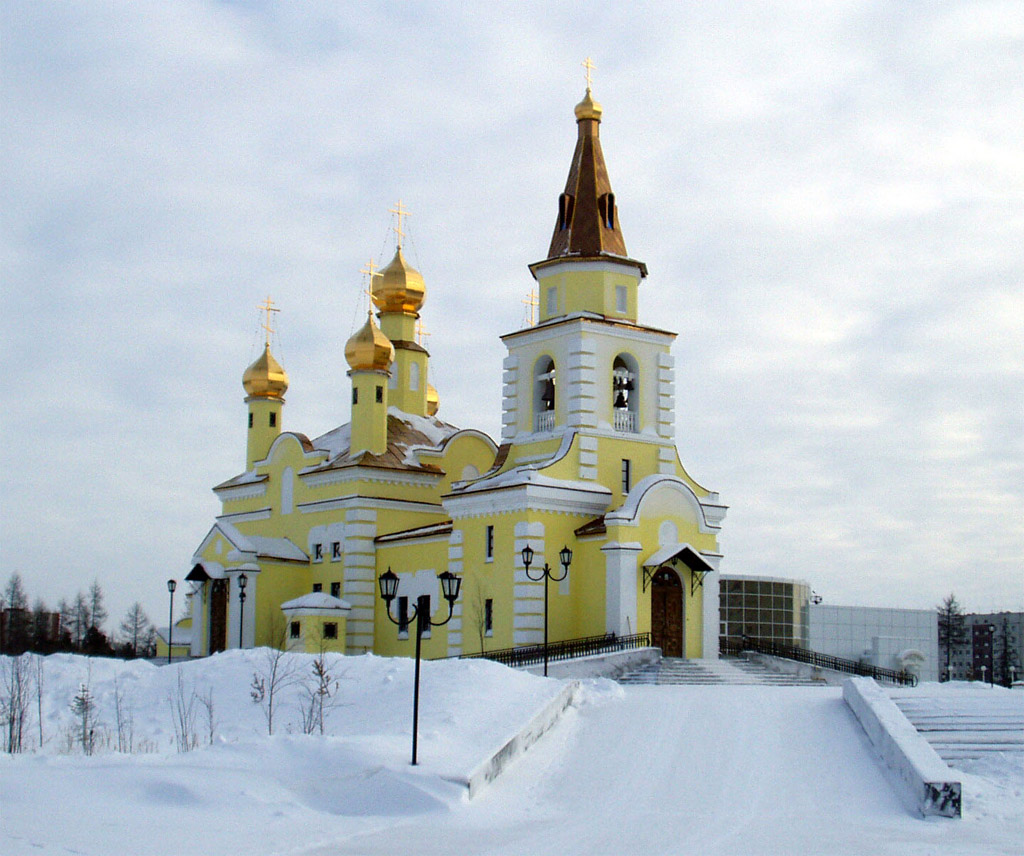
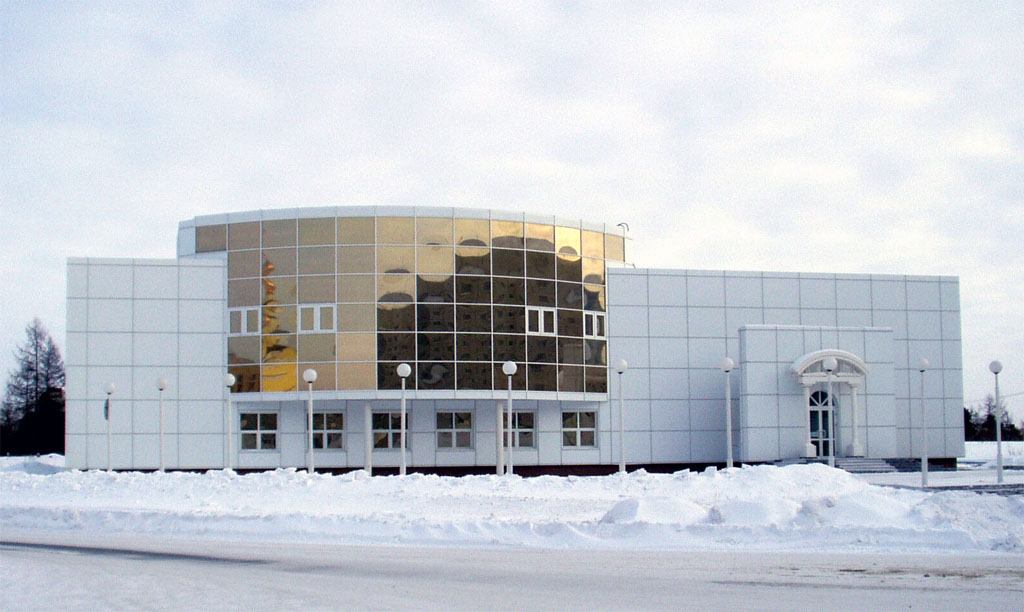
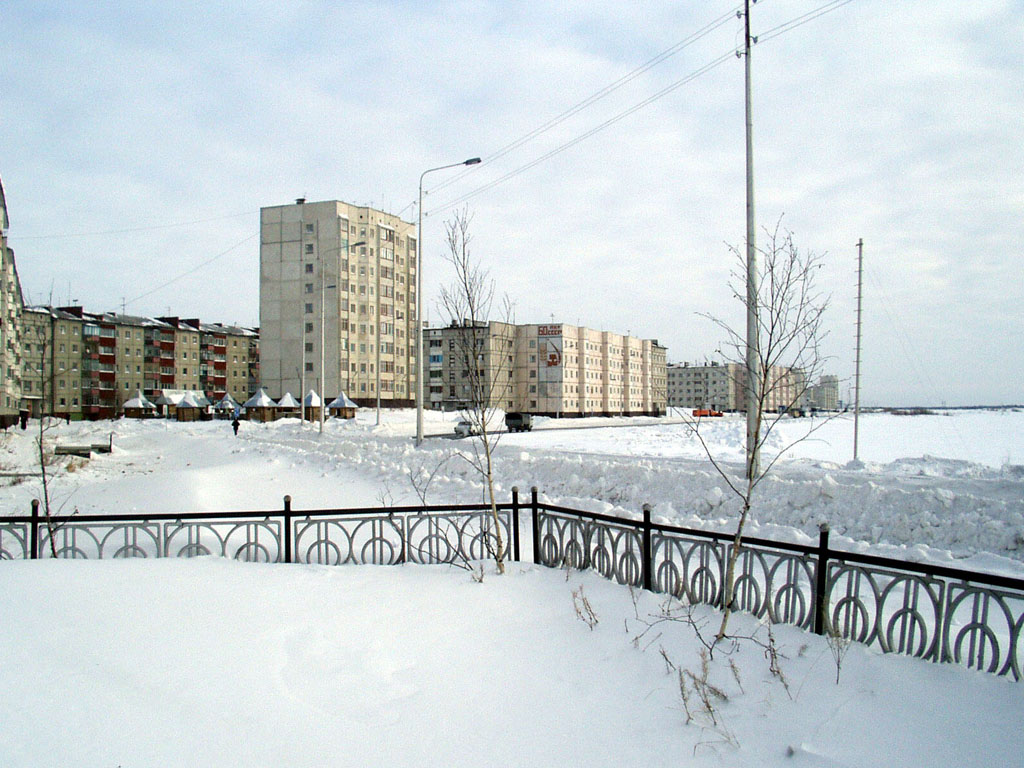

### Treno
Nadym si trova sulla linea ferroviaria della Ferrovia Salechard-Igarka (nota come la strada morta perché non è mai stata attivata). Attualmente la città è collegata con una linea delle Ferrovie russe con Novyj Urengoj. Questo collegamento è utilizzata esclusivamente per il trasporto merci. La linea ferrovia di 356 km che collega Nadym con Salechard è in fase di ricostruzione e deve essere ripristinata e riattivata nel 2023.

## Clima
| Nadym (1991-2020) Fonte: | Mesi         | Mesi         | Mesi         | Mesi         | Mesi         | Mesi        | Mesi        | Mesi        | Mesi         | Mesi         | Mesi         | Mesi         | Stagioni | Stagioni | Stagioni | Stagioni | Anno  |
| Nadym (1991-2020) Fonte: | Gen          | Feb          | Mar          | Apr          | Mag          | Giu         | Lug         | Ago         | Set          | Ott          | Nov          | Dic          | Inv      | Pri      | Est      | Aut      | Anno  |
| ------------------------ | ------------ | ------------ | ------------ | ------------ | ------------ | ----------- | ----------- | ----------- | ------------ | ------------ | ------------ | ------------ | -------- | -------- | -------- | -------- | ----- |
| T. max. media (°C)       | −18,7        | −16,9        | −7,5         | −1,1         | 6,2          | 16,9        | 21,2        | 16,9        | 9,6          | −0,1         | −11,5        | −16,4        | −17,3    | −0,8     | 18,3     | −0,7     | −0,1  |
| T. media (°C)            | −22,7        | −21,3        | −12,8        | −6,2         | 1,6          | 11,7        | 16,0        | 12,4        | 6,0          | −2,9         | −15,3        | −20,5        | −21,5    | −5,8     | 13,4     | −4,1     | −4,5  |
| T. min. media (°C)       | −27,0        | −26,0        | −18,2        | −11,5        | −2,6         | 6,9         | 10,9        | 8,4         | 2,8          | −5,8         | −19,3        | −25,0        | −26,0    | −10,8    | 8,7      | −7,4     | −8,9  |
| T. max. assoluta (°C)    | 1,7 (1995)   | 1,5 (2016)   | 10,6 (2008)  | 20,7 (1995)  | 32,3 (2021)  | 34,2 (2012) | 34,7 (1990) | 32,7 (2021) | 25,7 (2009)  | 17,0 (2009)  | 7,0 (1967)   | 2,0 (1971)   | 2,0      | 32,3     | 34,7     | 25,7     | 34,7  |
| T. min. assoluta (°C)    | −57,7 (1973) | −52,2 (1979) | −47,2 (1957) | −39,2 (1984) | −25,6 (1983) | −8,1 (1968) | −1,1 (1957) | −5,0 (1963) | −10,4 (2013) | −41,0 (1977) | −47,5 (1960) | −50,4 (1959) | −57,7    | −47,2    | −8,1     | −47,5    | −57,7 |
| Precipitazioni (mm)      | 25           | 21           | 28           | 33           | 38           | 65          | 68          | 73          | 50           | 59           | 39           | 29           | 75       | 99       | 206      | 148      | 528   |